# Gấu xám Mexico
Gấu xám Mexico (Ursus arctos; trước đây là Ursus arctos nelsoni) là một quần thể gấu xám Bắc Mỹ đã tuyệt chủng.
Các mẫu gốc được săn bắn bởi H. A. Cluff tại Colonia Garcia, Chihuahua vào năm 1899. Loài gấu xám California tuyệt chủng có khu vực phân bố kéo dài một chút về phía nam vào Baja California. Những con gấu ở Durango, Chihuahua, Sonora và miền trung Mexico có khả năng liên quan nhiều hơn đến những con gấu ở vùng Arizona, New Mexico và Texas so với những con gấu ở California.

## Sự tuyệt chủng
Những người châu Âu đầu tiên tiếp xúc với gấu xám Mexico là những người chinh phục vào thế kỷ 16 khi Francisco Vásquez de Coronado đi thám hiểm để tìm Bảy thành phố vàng. Cuộc thám hiểm của ông bắt đầu ở Mexico City vào năm 1540 và đi về phía bắc đến New Mexico và Đồng bằng Buffalo ở các bang Texas và Kansas hiện nay thuộc về Hoa Kỳ.
Bởi vì những con gấu thỉnh thoảng sát hại gia súc, chúng được coi là một loài vật gây hại cho nông dân. Gấu xám Mexico đã bị bẫy, bị bắn và bị đầu độc và đã trở nên khan hiếm vào những năm 1930. Phạm vi trước đây của nó giảm xuống ba ngọn núi bị cô lập là Cerro Campana, Cerro Santa Clara và Sierra del Nido cách Chihuahua 80 km về phía bắc của bang Chihuahua. Đến năm 1960 chỉ còn lại 30 con. Mặc dù được bảo vệ, việc săn bắn vẫn tiếp tục. Đến năm 1964, gấu xám Mexico được coi là tuyệt chủng. Sau khi có tin đồn về một số cá thể còn sống sót tại một trang trại ở đầu nguồn sông Yaqui ở bang Sonora vào năm 1968, nhà sinh vật học người Mỹ Carl B. Koford đã thực hiện một cuộc khảo sát kéo dài ba tháng nhưng không thành công. Một con gấu xám đã bị bắn vào năm 1976 tại Sonora, lần thứ tư được xác nhận ở Sonora và lần đầu tiên trong nhiều thập kỷ. Gấu xám Mexico hiện được coi là tuyệt chủng, hoặc có lẽ chỉ bị tuyệt diệt.